# Mesone T
Il mesone T è un mesone ipotetico composto da un quark top e un up (T⁰), o down (T+), o strange (T+s) o un antiquark charm (T⁰c). A causa della breve vita del quark, non si prevede di trovare mesoni T in natura. La combinazione di un quark top e un antiquark top non è un mesone T, ma piuttosto un toponium. Ogni mesone T ha un'antiparticella che è composta da un antiquark top e rispettivamente da quark up (T⁰), down (T⁻), strange (T⁻s) o charm (T⁰c).